# Skotniki, Szczecinecki
Skotniki [skɔtˈniki] là một ngôi làng thuộc khu hành chính của Gmina Szczecinek, thuộc huyện Szczecinecki, Zachodniopomorskie, ở phía tây bắc Ba Lan. Nó nằm khoảng 5 kilômét (3 mi) phía tây bắc của Szczecinek và 142 km (88 mi) về phía đông của thủ đô khu vực Szczecin.
Ngôi làng có dân số là 290 người.